# Массаленго
Массаленго, Массаленґо (італ. Massalengo) — муніципалітет в Італії, у регіоні Ломбардія,  провінція Лоді.
Массаленго розташоване на відстані близько 460 км на північний захід від Рима, 25 км на південний схід від Мілана, 9 км на захід від Лоді.
Населення — 4538 осіб (2014).

## Демографія
Населення за роками:

Станом на 1 січня 2023 року в муніципалітеті офіційно проживало 511 іноземців з 44 країн, серед них 217 громадян країн Євросоюзу та 9 громадян України.

## Сусідні муніципалітети
- Корнельяно-Лауденсе
- Оссаго-Лодіджано
- П'єве-Фіссірага
- Сан-Мартіно-ін-Страда
- Вілланова-дель-Сілларо